# ديون بوش
ديون بوش (بالإنجليزية: Deon Bush)‏ هو لاعب كرة قدم أمريكية أمريكي، ولد في 14 أغسطس 1993 في ميامي في الولايات المتحدة.

## وصلات خارجية
- ديون بوش على موقع إي إس بي إن.كوم (أن.أف.أل)3
- ديون بوش على موقع مرجع كرة القدم المحترفة.كوم (الإنجليزية)